# Classiculaceae
Die Classiculaceae sind eine Familie der Ständerpilze (Basidiomycota), die in eine eigene Ordnung Classiculales und Klasse Classiculomycetes gestellt werden. Sie besteht aus zwei in Süßwasser vorkommenden Arten.

## Merkmale und Lebensweise
Von den anderen Vertretern der Pucciniomycotina unterscheidet sich Classicula darin, dass die Sterigmata („Stiele“, an denen die Basidiosporen sitzen) unterhalb ihres Endes angeschwollen sind. Die Konidien beider Arten sind schiffchenförmig und bestehen aus drei bis vier distalen, borstigen Zweigen. Die Septalporen bestehen aus einer einfachen Pore, die kreisförmig von Microbodys umgeben ist.
Beide Arten besitzen Haustorien vom tremelloiden Typ. Man nimmt daher an, dass sie als Pilzparasiten leben. Bei Classicula wurde Selbstparasitismus beobachtet. Die beiden Arten kommen in Süßwasser vor.

## Systematik
Die Classiculomycetes sind innerhalb der Pucciniomycotina die Schwestergruppe der Microbotryomycetes.
Die Classiculomycetes umfassen lediglich eine Ordnung mit einer Familie und zwei Arten:
- Classiculales
  - Classiculaceae
    - Classicula
      - Classicula fluitans, mit der Anamorphe Naiadella fluitans

    - Jaculispora
      - Jaculispora submersa (Anamorphe)